# Mohamed Benyahia
Mohamed Bourdin Benyahia (Tremblay-en-France, 30 giugno 1992) è un calciatore francese naturalizzato algerino, difensore svincolato.

## Carriera

### Club
Dopo aver giocato fra seconda e terza serie del campionato francese con Nîmes e CA Bastia, nel 2015 si trasferisce in Algeria, all'MC Oran, con cui gioca 24 partite del campionato di Ligue 1 algerina 2015-2016. Nella stagione successiva si trasferisce all'USM Alger, altra squadra della massima serie.

### Nazionale
Viene convocato per la Coppa d'Africa 2017.